# Hajdu Jonatán
Hajdu Jonatán Dániel (Budapest, [Ferencváros]) 1996. június 28. –) világ- és Európa-bajnoki bronzérmes, valamint négyszeres ifjúsági világbajnok magyar kenus.
A 2012-es ifjúsági Európa-bajnokságon ezüstérmet szerzett négyes 1000 méteren. A következő évben 200 méter egyesben nyert ebben a korosztályban kontinens bajnokságot. Az ifi világbajnokságon Khaut Kristóffal kettes 1000 méteren és egyes 200 méteren lett első. A 2014-es ifi vb-n egyes 200 és 1000 méteren arany-, kettes 1000 méteren ezüstérmes volt. A 2014-es világbajnokságon váltóban (Lantos Ádám, Nagy Péter, Korisánszky Dávid) szerzett bronzérmet. A 2015. évi Európa-játékokon 200 méteren kilencedik helyen ért célba. A 2015-ös gyorsasági kajak-kenu világbajnokságon hetedik helyezést ért el a legrövidebb távon. 2016-os Európa-bajnokságon hatodik lett. Az olimpián C-1 200 méteren a 10. helyen végzett.
A 2024-es párizsi olimpián Adolf Balázzsal C2 500 méteren 6.lett.

## Díjai, elismerései
- Aranyalma díj, sport utánpótlás kategória (2013)[11]
- Az év legjobb utánpótlás korú sportolója (Héraklész) (2013)[12]
- Az év legjobb utánpótlás korú sportolója választás, második (Héraklész) (2014)